# Юнак (ултимейт клуб)
Вижте пояснителната страница за други значения на Юнак.
„Юнак“ е бивш спортен клуб по ултимейт от София, основан през 2012 г. от играчи на „Шопски отряд“ и, от сборния отбор на SCA.

Домакинските си срещи и тренировки провежда на стадион „Раковски“. В пика си в отбора играят 20 състезатели.
През 2013 г. се обединява с отбора на „Шопски отряд“.

## Успехи
За сравнително краткото си съществуване отбора участва на редица турнири, някои от тях международни. По-значителните му постижения са:
- Второ място на турнира „Диск на мира“ – 2012 г.
- Първо място на есенен турнир в Благоевград – 2012 г.